# Chérubin
Chérubin és una òpera (Comédie chantée) en tres actes amb música de Jules Massenet i llibret en francès de Francis de Croisset i Henri Cain, basada en una peça epònima de Francis de Croisset. Es va estrenar el 14 de febrer de 1905 à l'Òpera de Montecarlo.

## Personatges
| Personatge     | Veu            | Estrena, 14 de febrer de 1905 (Dir. d'orquestra: Léon Jehin) |
| -------------- | -------------- | ------------------------------------------------------------ |
| Chérubin       | Soprano lírica | Mary Garden                                                  |
| El filòsof     | Baix           | Maurice Renaud                                               |
| L'Ensoleillad  | Soprano        | Lina Cavalieri                                               |
| Nina           | Soprano        | Marguerite Guiraud-Carré                                     |
| El comte       | Baríton        | Henri-Alexandre Lequien                                      |
| La comtessa    | Soprano        | Doux                                                         |
| El baró        | Baríton        | Victor Chalmin                                               |
| La baronessa   | mezzosoprano   | Blanche Deschamps-Jéhin                                      |
| El duc         | Tenor          | Nerval                                                       |
| Capità Ricardo | Tenor          | Paz                                                          |
| L'hostaler     | Baríton        | Poudrier                                                     |
| L'oficial      | Baix           | Krupeninck                                                   |